# Lista di asteroidi (263001-264000)
Di seguito una lista di asteroidi dal numero 263001 al 264000 con data di scoperta e scopritore.

## 263001-263100
| Nome     | Designazione provvisoria | Data di scoperta  | Scopritore           |
| -------- | ------------------------ | ----------------- | -------------------- |
| 263001 - | 2007 ES115               | 13 marzo 2007     | Mount Lemmon Survey  |
| 263002 - | 2007 EL116               | 13 marzo 2007     | Mount Lemmon Survey  |
| 263003 - | 2007 ER126               | 9 marzo 2007      | Mount Lemmon Survey  |
| 263004 - | 2007 EX128               | 9 marzo 2007      | Mount Lemmon Survey  |
| 263005 - | 2007 EP129               | 9 marzo 2007      | Mount Lemmon Survey  |
| 263006 - | 2007 EM131               | 9 marzo 2007      | Mount Lemmon Survey  |
| 263007 - | 2007 EA140               | 12 marzo 2007     | Spacewatch           |
| 263008 - | 2007 EU152               | 12 marzo 2007     | Mount Lemmon Survey  |
| 263009 - | 2007 EX152               | 12 marzo 2007     | Mount Lemmon Survey  |
| 263010 - | 2007 EH153               | 12 marzo 2007     | Mount Lemmon Survey  |
| 263011 - | 2007 ET163               | 15 marzo 2007     | Spacewatch           |
| 263012 - | 2007 ES166               | 11 marzo 2007     | Mount Lemmon Survey  |
| 263013 - | 2007 EF167               | 12 marzo 2007     | Spacewatch           |
| 263014 - | 2007 ED170               | 14 marzo 2007     | LINEAR               |
| 263015 - | 2007 EM171               | 11 marzo 2007     | Mount Lemmon Survey  |
| 263016 - | 2007 ET182               | 14 marzo 2007     | Spacewatch           |
| 263017 - | 2007 EA192               | 13 marzo 2007     | Spacewatch           |
| 263018 - | 2007 EP196               | 15 marzo 2007     | Spacewatch           |
| 263019 - | 2007 EU199               | 9 marzo 2007      | Spacewatch           |
| 263020 - | 2007 EL200               | 12 marzo 2007     | CSS                  |
| 263021 - | 2007 EW202               | 10 marzo 2007     | NEAT                 |
| 263022 - | 2007 EV206               | 13 marzo 2007     | Spacewatch           |
| 263023 - | 2007 EF210               | 8 marzo 2007      | NEAT                 |
| 263024 - | 2007 EB211               | 8 marzo 2007      | NEAT                 |
| 263025 - | 2007 ES213               | 9 marzo 2007      | Mount Lemmon Survey  |
| 263026 - | 2007 ED214               | 13 marzo 2007     | Mount Lemmon Survey  |
| 263027 - | 2007 EM220               | 14 marzo 2007     | Mount Lemmon Survey  |
| 263028 - | 2007 EH221               | 14 marzo 2007     | Mount Lemmon Survey  |
| 263029 - | 2007 EZ223               | 13 marzo 2007     | Spacewatch           |
| 263030 - | 2007 FB21                | 20 marzo 2007     | Spacewatch           |
| 263031 - | 2007 FV22                | 20 marzo 2007     | Spacewatch           |
| 263032 - | 2007 FE42                | 26 marzo 2007     | Mount Lemmon Survey  |
| 263033 - | 2007 FV43                | 25 marzo 2007     | Mount Lemmon Survey  |
| 263034 - | 2007 FK45                | 26 marzo 2007     | Mount Lemmon Survey  |
| 263035 - | 2007 GF4                 | 12 aprile 2007    | Crni Vrh             |
| 263036 - | 2007 GT6                 | 7 aprile 2007     | Mount Lemmon Survey  |
| 263037 - | 2007 GO30                | 14 aprile 2007    | Mount Lemmon Survey  |
| 263038 - | 2007 GL31                | 15 aprile 2007    | Spacewatch           |
| 263039 - | 2007 GT41                | 14 aprile 2007    | Spacewatch           |
| 263040 - | 2007 GY42                | 14 aprile 2007    | Spacewatch           |
| 263041 - | 2007 GC47                | 14 aprile 2007    | Spacewatch           |
| 263042 - | 2007 GV73                | 15 aprile 2007    | CSS                  |
| 263043 - | 2007 GL74                | 15 aprile 2007    | LINEAR               |
| 263044 - | 2007 HB5                 | 19 aprile 2007    | Birtwhistle, P.      |
| 263045 - | 2007 HE7                 | 16 aprile 2007    | CSS                  |
| 263046 - | 2007 HE13                | 16 aprile 2007    | CSS                  |
| 263047 - | 2007 HZ22                | 18 aprile 2007    | Spacewatch           |
| 263048 - | 2007 HE23                | 18 aprile 2007    | Spacewatch           |
| 263049 - | 2007 HM30                | 19 aprile 2007    | Mount Lemmon Survey  |
| 263050 - | 2007 HD48                | 20 aprile 2007    | Spacewatch           |
| 263051 - | 2007 HV48                | 20 aprile 2007    | Spacewatch           |
| 263052 - | 2007 HF49                | 20 aprile 2007    | Spacewatch           |
| 263053 - | 2007 HX49                | 20 aprile 2007    | Spacewatch           |
| 263054 - | 2007 HE55                | 22 aprile 2007    | Spacewatch           |
| 263055 - | 2007 HK55                | 22 aprile 2007    | Spacewatch           |
| 263056 - | 2007 HL58                | 23 aprile 2007    | CSS                  |
| 263057 - | 2007 HU58                | 23 aprile 2007    | CSS                  |
| 263058 - | 2007 HW67                | 23 aprile 2007    | Spacewatch           |
| 263059 - | 2007 HZ67                | 23 aprile 2007    | Spacewatch           |
| 263060 - | 2007 HM88                | 19 aprile 2007    | Spacewatch           |
| 263061 - | 2007 HC90                | 18 aprile 2007    | LONEOS               |
| 263062 - | 2007 HO95                | 16 aprile 2007    | CSS                  |
| 263063 - | 2007 HT97                | 22 aprile 2007    | Mount Lemmon Survey  |
| 263064 - | 2007 JA11                | 7 maggio 2007     | Spacewatch           |
| 263065 - | 2007 JX18                | 9 maggio 2007     | Spacewatch           |
| 263066 - | 2007 JW20                | 11 maggio 2007    | CSS                  |
| 263067 - | 2007 JA22                | 10 maggio 2007    | Spacewatch           |
| 263068 - | 2007 JL31                | 12 maggio 2007    | Mount Lemmon Survey  |
| 263069 - | 2007 JL32                | 12 maggio 2007    | Mount Lemmon Survey  |
| 263070 - | 2007 KY7                 | 17 maggio 2007    | CSS                  |
| 263071 - | 2007 KT8                 | 17 maggio 2007    | CSS                  |
| 263072 - | 2007 LN4                 | 8 giugno 2007     | Spacewatch           |
| 263073 - | 2007 LQ24                | 14 giugno 2007    | Spacewatch           |
| 263074 - | 2007 NA2                 | 13 luglio 2007    | OAM                  |
| 263075 - | 2007 OW6                 | 22 luglio 2007    | OAM                  |
| 263076 - | 2007 RZ14                | 11 settembre 2007 | Remanzacco           |
| 263077 - | 2007 RE116               | 11 settembre 2007 | Spacewatch           |
| 263078 - | 2007 RU150               | 8 settembre 2007  | Siding Spring Survey |
| 263079 - | 2007 RU191               | 11 settembre 2007 | Spacewatch           |
| 263080 - | 2007 RU226               | 10 settembre 2007 | Spacewatch           |
| 263081 - | 2007 RX233               | 12 settembre 2007 | CSS                  |
| 263082 - | 2007 RT237               | 14 settembre 2007 | Spacewatch           |
| 263083 - | 2007 RQ244               | 11 settembre 2007 | Spacewatch           |
| 263084 - | 2007 RV292               | 12 settembre 2007 | Mount Lemmon Survey  |
| 263085 - | 2007 SS7                 | 18 settembre 2007 | Spacewatch           |
| 263086 - | 2007 SX15                | 30 settembre 2007 | Spacewatch           |
| 263087 - | 2007 SB20                | 25 settembre 2007 | Mount Lemmon Survey  |
| 263088 - | 2007 TL11                | 6 ottobre 2007    | LINEAR               |
| 263089 - | 2007 TE39                | 6 ottobre 2007    | Spacewatch           |
| 263090 - | 2007 TE47                | 4 ottobre 2007    | Spacewatch           |
| 263091 - | 2007 TH64                | 7 ottobre 2007    | Mount Lemmon Survey  |
| 263092 - | 2007 TB69                | 9 ottobre 2007    | CSS                  |
| 263093 - | 2007 TG115               | 8 ottobre 2007    | LONEOS               |
| 263094 - | 2007 TF128               | 6 ottobre 2007    | Spacewatch           |
| 263095 - | 2007 TR136               | 8 ottobre 2007    | CSS                  |
| 263096 - | 2007 TO161               | 11 ottobre 2007   | LINEAR               |
| 263097 - | 2007 TF213               | 7 ottobre 2007    | Spacewatch           |
| 263098 - | 2007 TL215               | 7 ottobre 2007    | Spacewatch           |
| 263099 - | 2007 TO217               | 7 ottobre 2007    | Spacewatch           |
| 263100 - | 2007 TX229               | 8 ottobre 2007    | Spacewatch           |

## 263101-263200
| Nome     | Designazione provvisoria | Data di scoperta | Scopritore             |
| -------- | ------------------------ | ---------------- | ---------------------- |
| 263101 - | 2007 TO254               | 8 ottobre 2007   | Mount Lemmon Survey    |
| 263102 - | 2007 TZ268               | 9 ottobre 2007   | Spacewatch             |
| 263103 - | 2007 TD299               | 12 ottobre 2007  | Spacewatch             |
| 263104 - | 2007 TT299               | 12 ottobre 2007  | Spacewatch             |
| 263105 - | 2007 TV332               | 11 ottobre 2007  | Spacewatch             |
| 263106 - | 2007 TY338               | 15 ottobre 2007  | Spacewatch             |
| 263107 - | 2007 TO366               | 9 ottobre 2007   | Spacewatch             |
| 263108 - | 2007 TS377               | 11 ottobre 2007  | Spacewatch             |
| 263109 - | 2007 TP380               | 14 ottobre 2007  | Spacewatch             |
| 263110 - | 2007 TV381               | 14 ottobre 2007  | Spacewatch             |
| 263111 - | 2007 TJ383               | 14 ottobre 2007  | Spacewatch             |
| 263112 - | 2007 TB385               | 14 ottobre 2007  | Mount Lemmon Survey    |
| 263113 - | 2007 TX392               | 15 ottobre 2007  | Mount Lemmon Survey    |
| 263114 - | 2007 UV                  | 17 ottobre 2007  | CSS                    |
| 263115 - | 2007 UB3                 | 16 ottobre 2007  | Yeung, W. K. Y.        |
| 263116 - | 2007 UN46                | 20 ottobre 2007  | CSS                    |
| 263117 - | 2007 UQ47                | 19 ottobre 2007  | LONEOS                 |
| 263118 - | 2007 UQ50                | 24 ottobre 2007  | Mount Lemmon Survey    |
| 263119 - | 2007 UR58                | 30 ottobre 2007  | Mount Lemmon Survey    |
| 263120 - | 2007 UN90                | 30 ottobre 2007  | Mount Lemmon Survey    |
| 263121 - | 2007 UU107               | 30 ottobre 2007  | Spacewatch             |
| 263122 - | 2007 VC6                 | 3 novembre 2007  | Mount Lemmon Survey    |
| 263123 - | 2007 VZ43                | 1 novembre 2007  | Spacewatch             |
| 263124 - | 2007 VP44                | 1 novembre 2007  | Spacewatch             |
| 263125 - | 2007 VB56                | 1 novembre 2007  | Spacewatch             |
| 263126 - | 2007 VX63                | 1 novembre 2007  | Spacewatch             |
| 263127 - | 2007 VG83                | 4 novembre 2007  | Mount Lemmon Survey    |
| 263128 - | 2007 VB84                | 7 novembre 2007  | OAM                    |
| 263129 - | 2007 VJ84                | 5 novembre 2007  | CSS                    |
| 263130 - | 2007 VB89                | 3 novembre 2007  | LINEAR                 |
| 263131 - | 2007 VH90                | 4 novembre 2007  | LINEAR                 |
| 263132 - | 2007 VS90                | 5 novembre 2007  | LINEAR                 |
| 263133 - | 2007 VY90                | 6 novembre 2007  | LINEAR                 |
| 263134 - | 2007 VF97                | 1 novembre 2007  | Spacewatch             |
| 263135 - | 2007 VH121               | 5 novembre 2007  | Spacewatch             |
| 263136 - | 2007 VH125               | 5 novembre 2007  | PMO NEO Survey Program |
| 263137 - | 2007 VD145               | 4 novembre 2007  | Spacewatch             |
| 263138 - | 2007 VF153               | 3 novembre 2007  | Spacewatch             |
| 263139 - | 2007 VJ170               | 6 novembre 2007  | Spacewatch             |
| 263140 - | 2007 VS183               | 8 novembre 2007  | Mount Lemmon Survey    |
| 263141 - | 2007 VO191               | 4 novembre 2007  | Mount Lemmon Survey    |
| 263142 - | 2007 VF197               | 7 novembre 2007  | Mount Lemmon Survey    |
| 263143 - | 2007 VO198               | 8 novembre 2007  | Mount Lemmon Survey    |
| 263144 - | 2007 VZ201               | 5 novembre 2007  | Spacewatch             |
| 263145 - | 2007 VA204               | 9 novembre 2007  | Spacewatch             |
| 263146 - | 2007 VE207               | 9 novembre 2007  | Mount Lemmon Survey    |
| 263147 - | 2007 VZ216               | 9 novembre 2007  | Spacewatch             |
| 263148 - | 2007 VN219               | 9 novembre 2007  | Spacewatch             |
| 263149 - | 2007 VE232               | 7 novembre 2007  | Spacewatch             |
| 263150 - | 2007 VN239               | 13 novembre 2007 | Spacewatch             |
| 263151 - | 2007 VJ245               | 14 novembre 2007 | BATTeRS                |
| 263152 - | 2007 VZ253               | 14 novembre 2007 | LONEOS                 |
| 263153 - | 2007 VW254               | 15 novembre 2007 | Mount Lemmon Survey    |
| 263154 - | 2007 VD260               | 15 novembre 2007 | LONEOS                 |
| 263155 - | 2007 VG273               | 12 novembre 2007 | CSS                    |
| 263156 - | 2007 VV275               | 13 novembre 2007 | Spacewatch             |
| 263157 - | 2007 VL280               | 14 novembre 2007 | Spacewatch             |
| 263158 - | 2007 VF286               | 14 novembre 2007 | Spacewatch             |
| 263159 - | 2007 VZ300               | 15 novembre 2007 | LONEOS                 |
| 263160 - | 2007 VD303               | 3 novembre 2007  | CSS                    |
| 263161 - | 2007 VQ305               | 3 novembre 2007  | Mount Lemmon Survey    |
| 263162 - | 2007 VS306               | 1 novembre 2007  | Spacewatch             |
| 263163 - | 2007 VQ309               | 2 novembre 2007  | Mount Lemmon Survey    |
| 263164 - | 2007 VW309               | 4 novembre 2007  | Mount Lemmon Survey    |
| 263165 - | 2007 VN311               | 11 novembre 2007 | Mount Lemmon Survey    |
| 263166 - | 2007 VP311               | 12 novembre 2007 | Mount Lemmon Survey    |
| 263167 - | 2007 VV313               | 11 novembre 2007 | Mount Lemmon Survey    |
| 263168 - | 2007 VW313               | 13 novembre 2007 | Mount Lemmon Survey    |
| 263169 - | 2007 WW20                | 18 novembre 2007 | Mount Lemmon Survey    |
| 263170 - | 2007 WX20                | 18 novembre 2007 | Mount Lemmon Survey    |
| 263171 - | 2007 WY20                | 18 novembre 2007 | Mount Lemmon Survey    |
| 263172 - | 2007 WN52                | 20 novembre 2007 | Mount Lemmon Survey    |
| 263173 - | 2007 WA54                | 18 novembre 2007 | Mount Lemmon Survey    |
| 263174 - | 2007 XA                  | 1 dicembre 2007  | BATTeRS                |
| 263175 - | 2007 XO4                 | 3 dicembre 2007  | CSS                    |
| 263176 - | 2007 XO16                | 3 dicembre 2007  | Spacewatch             |
| 263177 - | 2007 XW25                | 15 dicembre 2007 | Chante-Perdrix         |
| 263178 - | 2007 XE30                | 15 dicembre 2007 | CSS                    |
| 263179 - | 2007 XP33                | 10 dicembre 2007 | LINEAR                 |
| 263180 - | 2007 XG38                | 13 dicembre 2007 | LINEAR                 |
| 263181 - | 2007 XV51                | 5 dicembre 2007  | Spacewatch             |
| 263182 - | 2007 XB52                | 5 dicembre 2007  | Spacewatch             |
| 263183 - | 2007 XK54                | 5 dicembre 2007  | Spacewatch             |
| 263184 - | 2007 YM2                 | 16 dicembre 2007 | Birtwhistle, P.        |
| 263185 - | 2007 YO12                | 17 dicembre 2007 | Mount Lemmon Survey    |
| 263186 - | 2007 YK14                | 17 dicembre 2007 | Mount Lemmon Survey    |
| 263187 - | 2007 YH23                | 16 dicembre 2007 | Mount Lemmon Survey    |
| 263188 - | 2007 YP32                | 28 dicembre 2007 | Spacewatch             |
| 263189 - | 2007 YW38                | 30 dicembre 2007 | Mount Lemmon Survey    |
| 263190 - | 2007 YT41                | 30 dicembre 2007 | Spacewatch             |
| 263191 - | 2007 YT42                | 30 dicembre 2007 | CSS                    |
| 263192 - | 2007 YM43                | 30 dicembre 2007 | Spacewatch             |
| 263193 - | 2007 YE46                | 30 dicembre 2007 | Spacewatch             |
| 263194 - | 2007 YN48                | 28 dicembre 2007 | Spacewatch             |
| 263195 - | 2007 YR50                | 28 dicembre 2007 | Spacewatch             |
| 263196 - | 2007 YC55                | 31 dicembre 2007 | Spacewatch             |
| 263197 - | 2007 YD57                | 30 dicembre 2007 | Spacewatch             |
| 263198 - | 2007 YX60                | 31 dicembre 2007 | CSS                    |
| 263199 - | 2007 YB64                | 30 dicembre 2007 | Spacewatch             |
| 263200 - | 2008 AO                  | 1 gennaio 2008   | Spacewatch             |

## 263201-263300
| Nome             | Designazione provvisoria | Data di scoperta | Scopritore                    |
| ---------------- | ------------------------ | ---------------- | ----------------------------- |
| 263201 -         | 2008 AU1                 | 8 gennaio 2008   | Kugel, F.                     |
| 263202 -         | 2008 AN3                 | 9 gennaio 2008   | Jarnac                        |
| 263203 -         | 2008 AP3                 | 5 gennaio 2008   | Lowe, A.                      |
| 263204 -         | 2008 AJ6                 | 10 gennaio 2008  | Mount Lemmon Survey           |
| 263205 -         | 2008 AQ14                | 10 gennaio 2008  | Spacewatch                    |
| 263206 -         | 2008 AS19                | 10 gennaio 2008  | Mount Lemmon Survey           |
| 263207 -         | 2008 AJ24                | 10 gennaio 2008  | Mount Lemmon Survey           |
| 263208 -         | 2008 AV24                | 10 gennaio 2008  | Mount Lemmon Survey           |
| 263209 -         | 2008 AH25                | 10 gennaio 2008  | Mount Lemmon Survey           |
| 263210 -         | 2008 AN26                | 10 gennaio 2008  | CSS                           |
| 263211 -         | 2008 AP26                | 10 gennaio 2008  | CSS                           |
| 263212 -         | 2008 AU27                | 10 gennaio 2008  | Mount Lemmon Survey           |
| 263213 -         | 2008 AX27                | 10 gennaio 2008  | Mount Lemmon Survey           |
| 263214 -         | 2008 AP30                | 11 gennaio 2008  | Yeung, W. K. Y.               |
| 263215 -         | 2008 AE32                | 11 gennaio 2008  | Spacewatch                    |
| 263216 -         | 2008 AC34                | 10 gennaio 2008  | Spacewatch                    |
| 263217 -         | 2008 AF36                | 10 gennaio 2008  | Spacewatch                    |
| 263218 -         | 2008 AT36                | 10 gennaio 2008  | CSS                           |
| 263219 -         | 2008 AL37                | 10 gennaio 2008  | Spacewatch                    |
| 263220 -         | 2008 AV40                | 10 gennaio 2008  | Mount Lemmon Survey           |
| 263221 -         | 2008 AJ44                | 10 gennaio 2008  | Spacewatch                    |
| 263222 -         | 2008 AA45                | 10 gennaio 2008  | CSS                           |
| 263223 -         | 2008 AF45                | 10 gennaio 2008  | LUSS                          |
| 263224 -         | 2008 AQ45                | 11 gennaio 2008  | Spacewatch                    |
| 263225 -         | 2008 AX51                | 11 gennaio 2008  | Spacewatch                    |
| 263226 -         | 2008 AZ52                | 11 gennaio 2008  | Spacewatch                    |
| 263227 -         | 2008 AK58                | 11 gennaio 2008  | Spacewatch                    |
| 263228 -         | 2008 AN60                | 11 gennaio 2008  | Spacewatch                    |
| 263229 -         | 2008 AP62                | 11 gennaio 2008  | Mount Lemmon Survey           |
| 263230 -         | 2008 AY65                | 11 gennaio 2008  | Spacewatch                    |
| 263231 -         | 2008 AA67                | 11 gennaio 2008  | Spacewatch                    |
| 263232 -         | 2008 AF69                | 11 gennaio 2008  | Spacewatch                    |
| 263233 -         | 2008 AJ69                | 11 gennaio 2008  | Spacewatch                    |
| 263234 -         | 2008 AP69                | 11 gennaio 2008  | Spacewatch                    |
| 263235 -         | 2008 AQ69                | 11 gennaio 2008  | Spacewatch                    |
| 263236 -         | 2008 AG77                | 12 gennaio 2008  | Spacewatch                    |
| 263237 -         | 2008 AT77                | 12 gennaio 2008  | Spacewatch                    |
| 263238 -         | 2008 AZ79                | 12 gennaio 2008  | Spacewatch                    |
| 263239 -         | 2008 AY83                | 15 gennaio 2008  | Mount Lemmon Survey           |
| 263240 -         | 2008 AA101               | 14 gennaio 2008  | Spacewatch                    |
| 263241 -         | 2008 AT102               | 13 gennaio 2008  | Spacewatch                    |
| 263242 -         | 2008 AA106               | 15 gennaio 2008  | Mount Lemmon Survey           |
| 263243 -         | 2008 AP107               | 15 gennaio 2008  | Spacewatch                    |
| 263244 -         | 2008 AE108               | 15 gennaio 2008  | Spacewatch                    |
| 263245 -         | 2008 AW111               | 15 gennaio 2008  | Spacewatch                    |
| 263246 -         | 2008 AV113               | 3 gennaio 2008   | LUSS                          |
| 263247 -         | 2008 AK114               | 10 gennaio 2008  | Mount Lemmon Survey           |
| 263248 -         | 2008 AN115               | 10 gennaio 2008  | Mount Lemmon Survey           |
| 263249 -         | 2008 AW115               | 11 gennaio 2008  | Mount Lemmon Survey           |
| 263250 -         | 2008 AO116               | 11 gennaio 2008  | Spacewatch                    |
| 263251 Pandabear | 2008 AA119               | 6 gennaio 2008   | Wiegert, P. A., Papadimos, A. |
| 263252 -         | 2008 BL2                 | 19 gennaio 2008  | Ferrando, R.                  |
| 263253 -         | 2008 BE10                | 16 gennaio 2008  | Spacewatch                    |
| 263254 -         | 2008 BK13                | 19 gennaio 2008  | Mount Lemmon Survey           |
| 263255 Jultayu   | 2008 BN14                | 25 gennaio 2008  | La Canada                     |
| 263256 -         | 2008 BB15                | 27 gennaio 2008  | Hug, G.                       |
| 263257 -         | 2008 BV15                | 28 gennaio 2008  | LUSS                          |
| 263258 -         | 2008 BF16                | 28 gennaio 2008  | LUSS                          |
| 263259 -         | 2008 BH17                | 30 gennaio 2008  | CSS                           |
| 263260 -         | 2008 BX17                | 30 gennaio 2008  | CSS                           |
| 263261 -         | 2008 BG19                | 30 gennaio 2008  | Spacewatch                    |
| 263262 -         | 2008 BJ19                | 30 gennaio 2008  | Spacewatch                    |
| 263263 -         | 2008 BW20                | 30 gennaio 2008  | Mount Lemmon Survey           |
| 263264 -         | 2008 BM22                | 31 gennaio 2008  | Mount Lemmon Survey           |
| 263265 -         | 2008 BP22                | 31 gennaio 2008  | Mount Lemmon Survey           |
| 263266 -         | 2008 BM23                | 31 gennaio 2008  | Mount Lemmon Survey           |
| 263267 -         | 2008 BH24                | 30 gennaio 2008  | Spacewatch                    |
| 263268 -         | 2008 BW24                | 28 gennaio 2008  | LUSS                          |
| 263269 -         | 2008 BK25                | 30 gennaio 2008  | Mount Lemmon Survey           |
| 263270 -         | 2008 BP25                | 30 gennaio 2008  | Mount Lemmon Survey           |
| 263271 -         | 2008 BT25                | 30 gennaio 2008  | CSS                           |
| 263272 -         | 2008 BV25                | 30 gennaio 2008  | CSS                           |
| 263273 -         | 2008 BW29                | 30 gennaio 2008  | CSS                           |
| 263274 -         | 2008 BL30                | 30 gennaio 2008  | Mount Lemmon Survey           |
| 263275 -         | 2008 BN31                | 30 gennaio 2008  | Mount Lemmon Survey           |
| 263276 -         | 2008 BV31                | 30 gennaio 2008  | Mount Lemmon Survey           |
| 263277 -         | 2008 BB33                | 30 gennaio 2008  | Spacewatch                    |
| 263278 -         | 2008 BK33                | 30 gennaio 2008  | Spacewatch                    |
| 263279 -         | 2008 BR33                | 30 gennaio 2008  | Spacewatch                    |
| 263280 -         | 2008 BA34                | 30 gennaio 2008  | Spacewatch                    |
| 263281 -         | 2008 BJ34                | 30 gennaio 2008  | Spacewatch                    |
| 263282 -         | 2008 BU35                | 30 gennaio 2008  | Spacewatch                    |
| 263283 -         | 2008 BH36                | 30 gennaio 2008  | Spacewatch                    |
| 263284 -         | 2008 BP37                | 31 gennaio 2008  | CSS                           |
| 263285 -         | 2008 BL38                | 31 gennaio 2008  | Mount Lemmon Survey           |
| 263286 -         | 2008 BD39                | 30 gennaio 2008  | CSS                           |
| 263287 -         | 2008 BN42                | 31 gennaio 2008  | CSS                           |
| 263288 -         | 2008 BZ46                | 31 gennaio 2008  | Mount Lemmon Survey           |
| 263289 -         | 2008 BP47                | 30 gennaio 2008  | Mount Lemmon Survey           |
| 263290 -         | 2008 BT50                | 19 gennaio 2008  | Spacewatch                    |
| 263291 -         | 2008 CW3                 | 2 febbraio 2008  | Mount Lemmon Survey           |
| 263292 -         | 2008 CJ4                 | 2 febbraio 2008  | Mount Lemmon Survey           |
| 263293 -         | 2008 CR4                 | 2 febbraio 2008  | Mount Lemmon Survey           |
| 263294 -         | 2008 CQ5                 | 6 febbraio 2008  | LINEAR                        |
| 263295 -         | 2008 CK10                | 2 febbraio 2008  | Spacewatch                    |
| 263296 -         | 2008 CM11                | 3 febbraio 2008  | Spacewatch                    |
| 263297 -         | 2008 CU11                | 3 febbraio 2008  | Spacewatch                    |
| 263298 -         | 2008 CZ11                | 3 febbraio 2008  | Spacewatch                    |
| 263299 -         | 2008 CV17                | 3 febbraio 2008  | Spacewatch                    |
| 263300 -         | 2008 CX17                | 3 febbraio 2008  | Spacewatch                    |

## 263301-263400
| Nome     | Designazione provvisoria | Data di scoperta | Scopritore            |
| -------- | ------------------------ | ---------------- | --------------------- |
| 263301 - | 2008 CZ17                | 3 febbraio 2008  | Spacewatch            |
| 263302 - | 2008 CO18                | 3 febbraio 2008  | Spacewatch            |
| 263303 - | 2008 CS18                | 3 febbraio 2008  | Spacewatch            |
| 263304 - | 2008 CG20                | 6 febbraio 2008  | CSS                   |
| 263305 - | 2008 CG23                | 1 febbraio 2008  | Spacewatch            |
| 263306 - | 2008 CH25                | 1 febbraio 2008  | Spacewatch            |
| 263307 - | 2008 CN25                | 1 febbraio 2008  | Spacewatch            |
| 263308 - | 2008 CQ25                | 1 febbraio 2008  | Spacewatch            |
| 263309 - | 2008 CU27                | 2 febbraio 2008  | Spacewatch            |
| 263310 - | 2008 CL30                | 2 febbraio 2008  | Spacewatch            |
| 263311 - | 2008 CX31                | 2 febbraio 2008  | Spacewatch            |
| 263312 - | 2008 CR34                | 2 febbraio 2008  | Spacewatch            |
| 263313 - | 2008 CD36                | 2 febbraio 2008  | Spacewatch            |
| 263314 - | 2008 CG38                | 2 febbraio 2008  | Mount Lemmon Survey   |
| 263315 - | 2008 CQ39                | 2 febbraio 2008  | Mount Lemmon Survey   |
| 263316 - | 2008 CZ39                | 2 febbraio 2008  | Mount Lemmon Survey   |
| 263317 - | 2008 CB42                | 2 febbraio 2008  | Spacewatch            |
| 263318 - | 2008 CE43                | 2 febbraio 2008  | Spacewatch            |
| 263319 - | 2008 CT43                | 2 febbraio 2008  | Spacewatch            |
| 263320 - | 2008 CV44                | 2 febbraio 2008  | Spacewatch            |
| 263321 - | 2008 CV45                | 2 febbraio 2008  | CSS                   |
| 263322 - | 2008 CV47                | 3 febbraio 2008  | Spacewatch            |
| 263323 - | 2008 CN49                | 6 febbraio 2008  | Spacewatch            |
| 263324 - | 2008 CK50                | 6 febbraio 2008  | CSS                   |
| 263325 - | 2008 CD51                | 7 febbraio 2008  | Spacewatch            |
| 263326 - | 2008 CT51                | 7 febbraio 2008  | Spacewatch            |
| 263327 - | 2008 CX55                | 7 febbraio 2008  | Spacewatch            |
| 263328 - | 2008 CU61                | 7 febbraio 2008  | Spacewatch            |
| 263329 - | 2008 CZ65                | 8 febbraio 2008  | Mount Lemmon Survey   |
| 263330 - | 2008 CZ67                | 8 febbraio 2008  | Mount Lemmon Survey   |
| 263331 - | 2008 CY71                | 9 febbraio 2008  | LINEAR                |
| 263332 - | 2008 CS73                | 6 febbraio 2008  | CSS                   |
| 263333 - | 2008 CA74                | 8 febbraio 2008  | Spacewatch            |
| 263334 - | 2008 CJ77                | 6 febbraio 2008  | CSS                   |
| 263335 - | 2008 CW77                | 6 febbraio 2008  | Spacewatch            |
| 263336 - | 2008 CC83                | 7 febbraio 2008  | Spacewatch            |
| 263337 - | 2008 CG85                | 7 febbraio 2008  | Spacewatch            |
| 263338 - | 2008 CG86                | 7 febbraio 2008  | Mount Lemmon Survey   |
| 263339 - | 2008 CK86                | 7 febbraio 2008  | Mount Lemmon Survey   |
| 263340 - | 2008 CA88                | 7 febbraio 2008  | Mount Lemmon Survey   |
| 263341 - | 2008 CH89                | 7 febbraio 2008  | Spacewatch            |
| 263342 - | 2008 CQ91                | 8 febbraio 2008  | Spacewatch            |
| 263343 - | 2008 CW97                | 9 febbraio 2008  | Spacewatch            |
| 263344 - | 2008 CM99                | 9 febbraio 2008  | Spacewatch            |
| 263345 - | 2008 CP108               | 9 febbraio 2008  | CSS                   |
| 263346 - | 2008 CW109               | 9 febbraio 2008  | Spacewatch            |
| 263347 - | 2008 CS110               | 10 febbraio 2008 | Spacewatch            |
| 263348 - | 2008 CR115               | 10 febbraio 2008 | Mount Lemmon Survey   |
| 263349 - | 2008 CN117               | 11 febbraio 2008 | Andrushivka           |
| 263350 - | 2008 CN121               | 7 febbraio 2008  | Spacewatch            |
| 263351 - | 2008 CU131               | 8 febbraio 2008  | Spacewatch            |
| 263352 - | 2008 CV131               | 8 febbraio 2008  | Spacewatch            |
| 263353 - | 2008 CE133               | 8 febbraio 2008  | Spacewatch            |
| 263354 - | 2008 CZ135               | 8 febbraio 2008  | Spacewatch            |
| 263355 - | 2008 CG140               | 8 febbraio 2008  | Spacewatch            |
| 263356 - | 2008 CQ142               | 8 febbraio 2008  | Spacewatch            |
| 263357 - | 2008 CR142               | 8 febbraio 2008  | Spacewatch            |
| 263358 - | 2008 CX142               | 8 febbraio 2008  | Spacewatch            |
| 263359 - | 2008 CB146               | 9 febbraio 2008  | Spacewatch            |
| 263360 - | 2008 CK147               | 9 febbraio 2008  | Spacewatch            |
| 263361 - | 2008 CU152               | 9 febbraio 2008  | CSS                   |
| 263362 - | 2008 CC155               | 9 febbraio 2008  | Mount Lemmon Survey   |
| 263363 - | 2008 CM157               | 9 febbraio 2008  | CSS                   |
| 263364 - | 2008 CO157               | 9 febbraio 2008  | CSS                   |
| 263365 - | 2008 CW158               | 9 febbraio 2008  | Spacewatch            |
| 263366 - | 2008 CY158               | 9 febbraio 2008  | Spacewatch            |
| 263367 - | 2008 CZ158               | 9 febbraio 2008  | CSS                   |
| 263368 - | 2008 CE160               | 9 febbraio 2008  | Spacewatch            |
| 263369 - | 2008 CQ163               | 10 febbraio 2008 | CSS                   |
| 263370 - | 2008 CT163               | 10 febbraio 2008 | CSS                   |
| 263371 - | 2008 CE166               | 10 febbraio 2008 | Spacewatch            |
| 263372 - | 2008 CM166               | 10 febbraio 2008 | Spacewatch            |
| 263373 - | 2008 CG168               | 11 febbraio 2008 | Mount Lemmon Survey   |
| 263374 - | 2008 CN172               | 13 febbraio 2008 | Spacewatch            |
| 263375 - | 2008 CH175               | 6 febbraio 2008  | LINEAR                |
| 263376 - | 2008 CB179               | 6 febbraio 2008  | CSS                   |
| 263377 - | 2008 CR180               | 9 febbraio 2008  | CSS                   |
| 263378 - | 2008 CL181               | 13 febbraio 2008 | CSS                   |
| 263379 - | 2008 CN181               | 13 febbraio 2008 | LONEOS                |
| 263380 - | 2008 CN184               | 9 febbraio 2008  | Spacewatch            |
| 263381 - | 2008 CD188               | 3 febbraio 2008  | CSS                   |
| 263382 - | 2008 CM192               | 3 febbraio 2008  | CSS                   |
| 263383 - | 2008 CR194               | 12 febbraio 2008 | Spacewatch            |
| 263384 - | 2008 CF198               | 11 febbraio 2008 | Mount Lemmon Survey   |
| 263385 - | 2008 CH200               | 11 febbraio 2008 | Mount Lemmon Survey   |
| 263386 - | 2008 CW203               | 13 febbraio 2008 | Spacewatch            |
| 263387 - | 2008 CM204               | 8 febbraio 2008  | Mount Lemmon Survey   |
| 263388 - | 2008 CA205               | 1 febbraio 2008  | Spacewatch            |
| 263389 - | 2008 CR210               | 2 febbraio 2008  | Spacewatch            |
| 263390 - | 2008 CP215               | 13 febbraio 2008 | Mount Lemmon Survey   |
| 263391 - | 2008 DA                  | 16 febbraio 2008 | Schwab, E., Kling, R. |
| 263392 - | 2008 DH1                 | 24 febbraio 2008 | Spacewatch            |
| 263393 - | 2008 DX4                 | 28 febbraio 2008 | BATTeRS               |
| 263394 - | 2008 DY6                 | 24 febbraio 2008 | Spacewatch            |
| 263395 - | 2008 DL7                 | 24 febbraio 2008 | Mount Lemmon Survey   |
| 263396 - | 2008 DS10                | 26 febbraio 2008 | Spacewatch            |
| 263397 - | 2008 DF13                | 26 febbraio 2008 | Mount Lemmon Survey   |
| 263398 - | 2008 DA15                | 26 febbraio 2008 | Mount Lemmon Survey   |
| 263399 - | 2008 DO16                | 27 febbraio 2008 | Mount Lemmon Survey   |
| 263400 - | 2008 DR16                | 27 febbraio 2008 | Spacewatch            |

## 263401-263500
| Nome     | Designazione provvisoria | Data di scoperta  | Scopritore             |
| -------- | ------------------------ | ----------------- | ---------------------- |
| 263401 - | 2008 DE17                | 26 febbraio 2008  | LINEAR                 |
| 263402 - | 2008 DO18                | 26 febbraio 2008  | Mount Lemmon Survey    |
| 263403 - | 2008 DD24                | 27 febbraio 2008  | CSS                    |
| 263404 - | 2008 DT25                | 29 febbraio 2008  | PMO NEO Survey Program |
| 263405 - | 2008 DE26                | 29 febbraio 2008  | PMO NEO Survey Program |
| 263406 - | 2008 DM26                | 26 febbraio 2008  | Spacewatch             |
| 263407 - | 2008 DQ26                | 28 febbraio 2008  | Spacewatch             |
| 263408 - | 2008 DY26                | 28 febbraio 2008  | Spacewatch             |
| 263409 - | 2008 DO34                | 27 febbraio 2008  | CSS                    |
| 263410 - | 2008 DY35                | 27 febbraio 2008  | Mount Lemmon Survey    |
| 263411 - | 2008 DO36                | 27 febbraio 2008  | Mount Lemmon Survey    |
| 263412 - | 2008 DR37                | 27 febbraio 2008  | Mount Lemmon Survey    |
| 263413 - | 2008 DM38                | 27 febbraio 2008  | Spacewatch             |
| 263414 - | 2008 DE42                | 28 febbraio 2008  | Spacewatch             |
| 263415 - | 2008 DB44                | 28 febbraio 2008  | Mount Lemmon Survey    |
| 263416 - | 2008 DT44                | 28 febbraio 2008  | Mount Lemmon Survey    |
| 263417 - | 2008 DN45                | 28 febbraio 2008  | Spacewatch             |
| 263418 - | 2008 DS45                | 28 febbraio 2008  | Spacewatch             |
| 263419 - | 2008 DE47                | 28 febbraio 2008  | Spacewatch             |
| 263420 - | 2008 DL47                | 28 febbraio 2008  | Spacewatch             |
| 263421 - | 2008 DC49                | 29 febbraio 2008  | CSS                    |
| 263422 - | 2008 DK50                | 29 febbraio 2008  | Spacewatch             |
| 263423 - | 2008 DO52                | 29 febbraio 2008  | Mount Lemmon Survey    |
| 263424 - | 2008 DV54                | 28 febbraio 2008  | CSS                    |
| 263425 - | 2008 DB57                | 27 febbraio 2008  | CSS                    |
| 263426 - | 2008 DN65                | 28 febbraio 2008  | CSS                    |
| 263427 - | 2008 DQ65                | 28 febbraio 2008  | Spacewatch             |
| 263428 - | 2008 DD67                | 29 febbraio 2008  | Spacewatch             |
| 263429 - | 2008 DO67                | 29 febbraio 2008  | Spacewatch             |
| 263430 - | 2008 DH68                | 29 febbraio 2008  | Spacewatch             |
| 263431 - | 2008 DY68                | 29 febbraio 2008  | Spacewatch             |
| 263432 - | 2008 DA69                | 29 febbraio 2008  | Spacewatch             |
| 263433 - | 2008 DB69                | 29 febbraio 2008  | Spacewatch             |
| 263434 - | 2008 DK70                | 27 febbraio 2008  | CSS                    |
| 263435 - | 2008 DP70                | 27 febbraio 2008  | CSS                    |
| 263436 - | 2008 DB74                | 27 febbraio 2008  | Mount Lemmon Survey    |
| 263437 - | 2008 DW75                | 28 febbraio 2008  | Mount Lemmon Survey    |
| 263438 - | 2008 DO78                | 28 febbraio 2008  | Mount Lemmon Survey    |
| 263439 - | 2008 DW78                | 28 febbraio 2008  | PMO NEO Survey Program |
| 263440 - | 2008 DF79                | 29 febbraio 2008  | PMO NEO Survey Program |
| 263441 - | 2008 DP79                | 29 febbraio 2008  | CSS                    |
| 263442 - | 2008 DE83                | 28 febbraio 2008  | Spacewatch             |
| 263443 - | 2008 DR83                | 26 febbraio 2008  | Mount Lemmon Survey    |
| 263444 - | 2008 DY86                | 26 febbraio 2008  | Spacewatch             |
| 263445 - | 2008 DZ86                | 26 febbraio 2008  | Spacewatch             |
| 263446 - | 2008 DK88                | 18 febbraio 2008  | Mount Lemmon Survey    |
| 263447 - | 2008 EA1                 | 1 marzo 2008      | Hobart, J.             |
| 263448 - | 2008 EG1                 | 3 marzo 2008      | Kugel, F.              |
| 263449 - | 2008 EY1                 | 1 marzo 2008      | Spacewatch             |
| 263450 - | 2008 ET2                 | 1 marzo 2008      | Mount Lemmon Survey    |
| 263451 - | 2008 EL4                 | 2 marzo 2008      | CSS                    |
| 263452 - | 2008 EE6                 | 2 marzo 2008      | Mount Lemmon Survey    |
| 263453 - | 2008 EZ6                 | 4 marzo 2008      | Lowe, A.               |
| 263454 - | 2008 EA12                | 1 marzo 2008      | Spacewatch             |
| 263455 - | 2008 ER14                | 1 marzo 2008      | Spacewatch             |
| 263456 - | 2008 ER15                | 1 marzo 2008      | Spacewatch             |
| 263457 - | 2008 EX16                | 1 marzo 2008      | Spacewatch             |
| 263458 - | 2008 EG17                | 1 marzo 2008      | Spacewatch             |
| 263459 - | 2008 EL22                | 2 marzo 2008      | PMO NEO Survey Program |
| 263460 - | 2008 EM22                | 2 marzo 2008      | PMO NEO Survey Program |
| 263461 - | 2008 EK29                | 4 marzo 2008      | Mount Lemmon Survey    |
| 263462 - | 2008 EO34                | 2 marzo 2008      | Spacewatch             |
| 263463 - | 2008 EP34                | 2 marzo 2008      | CSS                    |
| 263464 - | 2008 ET35                | 3 marzo 2008      | Spacewatch             |
| 263465 - | 2008 EL42                | 4 marzo 2008      | Spacewatch             |
| 263466 - | 2008 EF43                | 4 marzo 2008      | Mount Lemmon Survey    |
| 263467 - | 2008 EM48                | 5 marzo 2008      | Spacewatch             |
| 263468 - | 2008 EG53                | 6 marzo 2008      | Mount Lemmon Survey    |
| 263469 - | 2008 EX57                | 7 marzo 2008      | Mount Lemmon Survey    |
| 263470 - | 2008 EX59                | 8 marzo 2008      | CSS                    |
| 263471 - | 2008 ET66                | 23 settembre 2005 | CSS                    |
| 263472 - | 2008 ES67                | 9 marzo 2008      | Mount Lemmon Survey    |
| 263473 - | 2008 EZ67                | 9 marzo 2008      | Mount Lemmon Survey    |
| 263474 - | 2008 EL71                | 6 marzo 2008      | Mount Lemmon Survey    |
| 263475 - | 2008 EK73                | 7 marzo 2008      | CSS                    |
| 263476 - | 2008 EZ75                | 7 marzo 2008      | Spacewatch             |
| 263477 - | 2008 EH77                | 7 marzo 2008      | Spacewatch             |
| 263478 - | 2008 EM77                | 7 marzo 2008      | Spacewatch             |
| 263479 - | 2008 EF78                | 7 marzo 2008      | Spacewatch             |
| 263480 - | 2008 EP79                | 8 marzo 2008      | CSS                    |
| 263481 - | 2008 EF80                | 9 marzo 2008      | Spacewatch             |
| 263482 - | 2008 EJ80                | 9 marzo 2008      | Spacewatch             |
| 263483 - | 2008 EC83                | 8 marzo 2008      | LINEAR                 |
| 263484 - | 2008 EJ83                | 9 marzo 2008      | LINEAR                 |
| 263485 - | 2008 ER84                | 11 marzo 2008     | BATTeRS                |
| 263486 - | 2008 EY86                | 7 marzo 2008      | Spacewatch             |
| 263487 - | 2008 EV87                | 10 marzo 2008     | Mount Lemmon Survey    |
| 263488 - | 2008 EE89                | 8 marzo 2008      | LINEAR                 |
| 263489 - | 2008 EJ89                | 8 marzo 2008      | LINEAR                 |
| 263490 - | 2008 EK92                | 3 marzo 2008      | CSS                    |
| 263491 - | 2008 EY93                | 3 marzo 2008      | Mount Lemmon Survey    |
| 263492 - | 2008 EY94                | 5 marzo 2008      | Mount Lemmon Survey    |
| 263493 - | 2008 EX96                | 7 marzo 2008      | Mount Lemmon Survey    |
| 263494 - | 2008 EP100               | 3 marzo 2008      | LUSS                   |
| 263495 - | 2008 EV100               | 9 marzo 2008      | Spacewatch             |
| 263496 - | 2008 EY103               | 5 marzo 2008      | Spacewatch             |
| 263497 - | 2008 EW105               | 6 marzo 2008      | Mount Lemmon Survey    |
| 263498 - | 2008 EY106               | 6 marzo 2008      | Mount Lemmon Survey    |
| 263499 - | 2008 ET116               | 8 marzo 2008      | Spacewatch             |
| 263500 - | 2008 EV118               | 9 marzo 2008      | Mount Lemmon Survey    |

## 263501-263600
| Nome            | Designazione provvisoria | Data di scoperta | Scopritore             |
| --------------- | ------------------------ | ---------------- | ---------------------- |
| 263501 -        | 2008 EG120               | 9 marzo 2008     | Spacewatch             |
| 263502 -        | 2008 EX120               | 9 marzo 2008     | Spacewatch             |
| 263503 -        | 2008 EP121               | 9 marzo 2008     | Spacewatch             |
| 263504 -        | 2008 EP122               | 9 marzo 2008     | Spacewatch             |
| 263505 -        | 2008 EC123               | 9 marzo 2008     | Spacewatch             |
| 263506 -        | 2008 EF126               | 10 marzo 2008    | Spacewatch             |
| 263507 -        | 2008 EG126               | 10 marzo 2008    | Spacewatch             |
| 263508 -        | 2008 EV126               | 10 marzo 2008    | CSS                    |
| 263509 -        | 2008 EF129               | 11 marzo 2008    | Spacewatch             |
| 263510 -        | 2008 EG135               | 11 marzo 2008    | Spacewatch             |
| 263511 -        | 2008 EE136               | 11 marzo 2008    | Spacewatch             |
| 263512 -        | 2008 EP139               | 11 marzo 2008    | Spacewatch             |
| 263513 -        | 2008 ER141               | 12 marzo 2008    | Mount Lemmon Survey    |
| 263514 -        | 2008 EM143               | 14 marzo 2008    | CSS                    |
| 263515 -        | 2008 EB144               | 8 marzo 2008     | Spacewatch             |
| 263516 Alexescu | 2008 EW144               | 13 marzo 2008    | EURONEAR               |
| 263517 -        | 2008 ES147               | 1 marzo 2008     | Spacewatch             |
| 263518 -        | 2008 EA149               | 2 marzo 2008     | Spacewatch             |
| 263519 -        | 2008 EC149               | 2 marzo 2008     | PMO NEO Survey Program |
| 263520 -        | 2008 EO149               | 4 marzo 2008     | Spacewatch             |
| 263521 -        | 2008 EQ149               | 4 marzo 2008     | PMO NEO Survey Program |
| 263522 -        | 2008 EN153               | 12 marzo 2008    | Spacewatch             |
| 263523 -        | 2008 ET153               | 13 marzo 2008    | CSS                    |
| 263524 -        | 2008 EZ153               | 15 marzo 2008    | Spacewatch             |
| 263525 -        | 2008 EG157               | 15 marzo 2008    | Mount Lemmon Survey    |
| 263526 -        | 2008 ET157               | 2 marzo 2008     | Spacewatch             |
| 263527 -        | 2008 EK158               | 10 marzo 2008    | Spacewatch             |
| 263528 -        | 2008 EZ159               | 5 marzo 2008     | Spacewatch             |
| 263529 -        | 2008 EM163               | 13 marzo 2008    | CSS                    |
| 263530 -        | 2008 ED166               | 5 marzo 2008     | Spacewatch             |
| 263531 -        | 2008 FM1                 | 25 marzo 2008    | Spacewatch             |
| 263532 -        | 2008 FY2                 | 25 marzo 2008    | Spacewatch             |
| 263533 -        | 2008 FZ2                 | 25 marzo 2008    | Spacewatch             |
| 263534 -        | 2008 FT3                 | 25 marzo 2008    | Spacewatch             |
| 263535 -        | 2008 FN7                 | 30 marzo 2008    | Gajdoš, S., Világi, J. |
| 263536 -        | 2008 FU7                 | 25 marzo 2008    | Spacewatch             |
| 263537 -        | 2008 FK8                 | 25 marzo 2008    | Spacewatch             |
| 263538 -        | 2008 FS14                | 26 marzo 2008    | Mount Lemmon Survey    |
| 263539 -        | 2008 FN16                | 27 marzo 2008    | Mount Lemmon Survey    |
| 263540 -        | 2008 FA17                | 27 marzo 2008    | Spacewatch             |
| 263541 -        | 2008 FR20                | 27 marzo 2008    | Spacewatch             |
| 263542 -        | 2008 FJ27                | 27 marzo 2008    | Spacewatch             |
| 263543 -        | 2008 FA28                | 27 marzo 2008    | Spacewatch             |
| 263544 -        | 2008 FE28                | 27 marzo 2008    | LUSS                   |
| 263545 -        | 2008 FE29                | 28 marzo 2008    | Spacewatch             |
| 263546 -        | 2008 FJ31                | 28 marzo 2008    | Mount Lemmon Survey    |
| 263547 -        | 2008 FQ35                | 28 marzo 2008    | Mount Lemmon Survey    |
| 263548 -        | 2008 FM41                | 28 marzo 2008    | Mount Lemmon Survey    |
| 263549 -        | 2008 FV41                | 28 marzo 2008    | Mount Lemmon Survey    |
| 263550 -        | 2008 FR48                | 28 marzo 2008    | Mount Lemmon Survey    |
| 263551 -        | 2008 FF50                | 28 marzo 2008    | Mount Lemmon Survey    |
| 263552 -        | 2008 FR50                | 28 marzo 2008    | Spacewatch             |
| 263553 -        | 2008 FB54                | 28 marzo 2008    | Mount Lemmon Survey    |
| 263554 -        | 2008 FH55                | 28 marzo 2008    | Mount Lemmon Survey    |
| 263555 -        | 2008 FM57                | 28 marzo 2008    | Mount Lemmon Survey    |
| 263556 -        | 2008 FU57                | 28 marzo 2008    | Spacewatch             |
| 263557 -        | 2008 FP59                | 29 marzo 2008    | Spacewatch             |
| 263558 -        | 2008 FW60                | 29 marzo 2008    | Mount Lemmon Survey    |
| 263559 -        | 2008 FZ60                | 29 marzo 2008    | Mount Lemmon Survey    |
| 263560 -        | 2008 FJ61                | 30 marzo 2008    | CSS                    |
| 263561 -        | 2008 FX67                | 28 marzo 2008    | Spacewatch             |
| 263562 -        | 2008 FY67                | 28 marzo 2008    | Mount Lemmon Survey    |
| 263563 -        | 2008 FL68                | 28 marzo 2008    | Mount Lemmon Survey    |
| 263564 -        | 2008 FS69                | 28 marzo 2008    | Spacewatch             |
| 263565 -        | 2008 FB70                | 28 marzo 2008    | Spacewatch             |
| 263566 -        | 2008 FQ70                | 28 marzo 2008    | Spacewatch             |
| 263567 -        | 2008 FU70                | 29 marzo 2008    | CSS                    |
| 263568 -        | 2008 FH71                | 29 marzo 2008    | CSS                    |
| 263569 -        | 2008 FO71                | 30 marzo 2008    | Spacewatch             |
| 263570 -        | 2008 FV75                | 29 marzo 2008    | CSS                    |
| 263571 -        | 2008 FZ75                | 30 marzo 2008    | LINEAR                 |
| 263572 -        | 2008 FL77                | 27 marzo 2008    | Mount Lemmon Survey    |
| 263573 -        | 2008 FX77                | 27 marzo 2008    | Mount Lemmon Survey    |
| 263574 -        | 2008 FV79                | 27 marzo 2008    | Mount Lemmon Survey    |
| 263575 -        | 2008 FR82                | 28 marzo 2008    | Spacewatch             |
| 263576 -        | 2008 FT82                | 28 marzo 2008    | Mount Lemmon Survey    |
| 263577 -        | 2008 FG83                | 28 marzo 2008    | Spacewatch             |
| 263578 -        | 2008 FB84                | 28 marzo 2008    | Spacewatch             |
| 263579 -        | 2008 FR88                | 28 marzo 2008    | Mount Lemmon Survey    |
| 263580 -        | 2008 FC90                | 29 marzo 2008    | Mount Lemmon Survey    |
| 263581 -        | 2008 FN90                | 29 marzo 2008    | Mount Lemmon Survey    |
| 263582 -        | 2008 FE92                | 29 marzo 2008    | Mount Lemmon Survey    |
| 263583 -        | 2008 FK93                | 29 marzo 2008    | Mount Lemmon Survey    |
| 263584 -        | 2008 FZ96                | 29 marzo 2008    | Spacewatch             |
| 263585 -        | 2008 FX98                | 30 marzo 2008    | Spacewatch             |
| 263586 -        | 2008 FS104               | 30 marzo 2008    | Spacewatch             |
| 263587 -        | 2008 FF105               | 31 marzo 2008    | Spacewatch             |
| 263588 -        | 2008 FH107               | 31 marzo 2008    | Spacewatch             |
| 263589 -        | 2008 FY107               | 31 marzo 2008    | Spacewatch             |
| 263590 -        | 2008 FY110               | 31 marzo 2008    | Spacewatch             |
| 263591 -        | 2008 FT112               | 31 marzo 2008    | Spacewatch             |
| 263592 -        | 2008 FJ115               | 31 marzo 2008    | Mount Lemmon Survey    |
| 263593 -        | 2008 FM115               | 31 marzo 2008    | Mount Lemmon Survey    |
| 263594 -        | 2008 FR115               | 31 marzo 2008    | Mount Lemmon Survey    |
| 263595 -        | 2008 FR117               | 31 marzo 2008    | Spacewatch             |
| 263596 -        | 2008 FC121               | 31 marzo 2008    | Mount Lemmon Survey    |
| 263597 -        | 2008 FF124               | 29 marzo 2008    | Spacewatch             |
| 263598 -        | 2008 FX124               | 30 marzo 2008    | Spacewatch             |
| 263599 -        | 2008 FE125               | 30 marzo 2008    | Spacewatch             |
| 263600 -        | 2008 FO125               | 31 marzo 2008    | Spacewatch             |

## 263601-263700
| Nome        | Designazione provvisoria | Data di scoperta | Scopritore          |
| ----------- | ------------------------ | ---------------- | ------------------- |
| 263601 -    | 2008 FS129               | 31 marzo 2008    | Spacewatch          |
| 263602 -    | 2008 FW130               | 31 marzo 2008    | Spacewatch          |
| 263603 -    | 2008 FX130               | 31 marzo 2008    | CSS                 |
| 263604 -    | 2008 FN131               | 29 marzo 2008    | CSS                 |
| 263605 -    | 2008 FP132               | 28 marzo 2008    | Mount Lemmon Survey |
| 263606 -    | 2008 FS133               | 28 marzo 2008    | Mount Lemmon Survey |
| 263607 -    | 2008 FN135               | 31 marzo 2008    | Mount Lemmon Survey |
| 263608 -    | 2008 FP135               | 31 marzo 2008    | Mount Lemmon Survey |
| 263609 -    | 2008 FO136               | 28 marzo 2008    | Spacewatch          |
| 263610 -    | 2008 FP136               | 28 marzo 2008    | Mount Lemmon Survey |
| 263611 -    | 2008 FY136               | 29 marzo 2008    | CSS                 |
| 263612 -    | 2008 GJ1                 | 3 aprile 2008    | OAM                 |
| 263613 Enol | 2008 GM1                 | 3 aprile 2008    | Lacruz, J.          |
| 263614 -    | 2008 GH3                 | 1 aprile 2008    | Tucker, R. A.       |
| 263615 -    | 2008 GA5                 | 1 aprile 2008    | Spacewatch          |
| 263616 -    | 2008 GD11                | 1 aprile 2008    | Spacewatch          |
| 263617 -    | 2008 GG14                | 3 aprile 2008    | Mount Lemmon Survey |
| 263618 -    | 2008 GR14                | 3 aprile 2008    | Spacewatch          |
| 263619 -    | 2008 GR23                | 1 aprile 2008    | Mount Lemmon Survey |
| 263620 -    | 2008 GJ24                | 1 aprile 2008    | Mount Lemmon Survey |
| 263621 -    | 2008 GE34                | 3 aprile 2008    | Mount Lemmon Survey |
| 263622 -    | 2008 GS36                | 3 aprile 2008    | Spacewatch          |
| 263623 -    | 2008 GH39                | 3 aprile 2008    | Spacewatch          |
| 263624 -    | 2008 GV41                | 4 aprile 2008    | Spacewatch          |
| 263625 -    | 2008 GM42                | 4 aprile 2008    | Spacewatch          |
| 263626 -    | 2008 GS42                | 4 aprile 2008    | Spacewatch          |
| 263627 -    | 2008 GF47                | 4 aprile 2008    | Spacewatch          |
| 263628 -    | 2008 GK48                | 5 aprile 2008    | Spacewatch          |
| 263629 -    | 2008 GN49                | 5 aprile 2008    | Spacewatch          |
| 263630 -    | 2008 GU58                | 5 aprile 2008    | Mount Lemmon Survey |
| 263631 -    | 2008 GF59                | 5 aprile 2008    | Mount Lemmon Survey |
| 263632 -    | 2008 GW59                | 5 aprile 2008    | CSS                 |
| 263633 -    | 2008 GQ60                | 5 aprile 2008    | CSS                 |
| 263634 -    | 2008 GY60                | 5 aprile 2008    | CSS                 |
| 263635 -    | 2008 GM66                | 6 aprile 2008    | Spacewatch          |
| 263636 -    | 2008 GH67                | 6 aprile 2008    | Spacewatch          |
| 263637 -    | 2008 GC70                | 6 aprile 2008    | Mount Lemmon Survey |
| 263638 -    | 2008 GN70                | 6 aprile 2008    | Mount Lemmon Survey |
| 263639 -    | 2008 GF73                | 7 aprile 2008    | Mount Lemmon Survey |
| 263640 -    | 2008 GC77                | 7 aprile 2008    | Spacewatch          |
| 263641 -    | 2008 GX77                | 7 aprile 2008    | Spacewatch          |
| 263642 -    | 2008 GN78                | 7 aprile 2008    | Spacewatch          |
| 263643 -    | 2008 GX78                | 7 aprile 2008    | Spacewatch          |
| 263644 -    | 2008 GW79                | 7 aprile 2008    | Spacewatch          |
| 263645 -    | 2008 GD83                | 8 aprile 2008    | Spacewatch          |
| 263646 -    | 2008 GH85                | 8 aprile 2008    | Mount Lemmon Survey |
| 263647 -    | 2008 GK86                | 9 aprile 2008    | Spacewatch          |
| 263648 -    | 2008 GN86                | 9 aprile 2008    | Spacewatch          |
| 263649 -    | 2008 GD88                | 6 aprile 2008    | Spacewatch          |
| 263650 -    | 2008 GE89                | 6 aprile 2008    | Spacewatch          |
| 263651 -    | 2008 GU89                | 6 aprile 2008    | Mount Lemmon Survey |
| 263652 -    | 2008 GT90                | 6 aprile 2008    | Mount Lemmon Survey |
| 263653 -    | 2008 GT95                | 8 aprile 2008    | Spacewatch          |
| 263654 -    | 2008 GR96                | 8 aprile 2008    | Spacewatch          |
| 263655 -    | 2008 GR99                | 9 aprile 2008    | Spacewatch          |
| 263656 -    | 2008 GS100               | 9 aprile 2008    | Spacewatch          |
| 263657 -    | 2008 GY101               | 10 aprile 2008   | Spacewatch          |
| 263658 -    | 2008 GD102               | 10 aprile 2008   | Spacewatch          |
| 263659 -    | 2008 GL102               | 10 aprile 2008   | Spacewatch          |
| 263660 -    | 2008 GJ103               | 11 aprile 2008   | Spacewatch          |
| 263661 -    | 2008 GS103               | 11 aprile 2008   | Spacewatch          |
| 263662 -    | 2008 GZ104               | 11 aprile 2008   | Spacewatch          |
| 263663 -    | 2008 GJ109               | 13 aprile 2008   | Mount Lemmon Survey |
| 263664 -    | 2008 GW109               | 13 aprile 2008   | Calvin College      |
| 263665 -    | 2008 GU110               | 3 aprile 2008    | CSS                 |
| 263666 -    | 2008 GW112               | 13 aprile 2008   | CSS                 |
| 263667 -    | 2008 GP113               | 9 aprile 2008    | Spacewatch          |
| 263668 -    | 2008 GT113               | 9 aprile 2008    | Spacewatch          |
| 263669 -    | 2008 GU113               | 9 aprile 2008    | Spacewatch          |
| 263670 -    | 2008 GQ114               | 11 aprile 2008   | CSS                 |
| 263671 -    | 2008 GW114               | 11 aprile 2008   | Spacewatch          |
| 263672 -    | 2008 GO119               | 11 aprile 2008   | Spacewatch          |
| 263673 -    | 2008 GX119               | 12 aprile 2008   | Spacewatch          |
| 263674 -    | 2008 GG120               | 12 aprile 2008   | CSS                 |
| 263675 -    | 2008 GH121               | 13 aprile 2008   | Spacewatch          |
| 263676 -    | 2008 GT121               | 13 aprile 2008   | Spacewatch          |
| 263677 -    | 2008 GF122               | 13 aprile 2008   | Spacewatch          |
| 263678 -    | 2008 GS122               | 13 aprile 2008   | Spacewatch          |
| 263679 -    | 2008 GM127               | 14 aprile 2008   | Mount Lemmon Survey |
| 263680 -    | 2008 GZ129               | 4 aprile 2008    | Mount Lemmon Survey |
| 263681 -    | 2008 GG130               | 5 aprile 2008    | CSS                 |
| 263682 -    | 2008 GO131               | 1 aprile 2008    | Spacewatch          |
| 263683 -    | 2008 GQ131               | 3 aprile 2008    | Spacewatch          |
| 263684 -    | 2008 GS131               | 6 aprile 2008    | CSS                 |
| 263685 -    | 2008 GC132               | 7 aprile 2008    | Spacewatch          |
| 263686 -    | 2008 GK132               | 13 aprile 2008   | Mount Lemmon Survey |
| 263687 -    | 2008 GN133               | 3 aprile 2008    | Mount Lemmon Survey |
| 263688 -    | 2008 GQ133               | 1 aprile 2008    | Mount Lemmon Survey |
| 263689 -    | 2008 GZ133               | 5 aprile 2008    | Spacewatch          |
| 263690 -    | 2008 GQ136               | 4 aprile 2008    | Spacewatch          |
| 263691 -    | 2008 GX137               | 9 aprile 2008    | Spacewatch          |
| 263692 -    | 2008 GC142               | 14 aprile 2008   | Mount Lemmon Survey |
| 263693 -    | 2008 GZ143               | 1 aprile 2008    | Spacewatch          |
| 263694 -    | 2008 HN4                 | 29 aprile 2008   | OAM                 |
| 263695 -    | 2008 HW6                 | 24 aprile 2008   | Mount Lemmon Survey |
| 263696 -    | 2008 HJ8                 | 24 aprile 2008   | Spacewatch          |
| 263697 -    | 2008 HE9                 | 24 aprile 2008   | Spacewatch          |
| 263698 -    | 2008 HO11                | 24 aprile 2008   | Spacewatch          |
| 263699 -    | 2008 HV11                | 24 aprile 2008   | Spacewatch          |
| 263700 -    | 2008 HR13                | 25 aprile 2008   | Spacewatch          |

## 263701-263800
| Nome     | Designazione provvisoria | Data di scoperta | Scopritore           |
| -------- | ------------------------ | ---------------- | -------------------- |
| 263701 - | 2008 HF14                | 25 aprile 2008   | Spacewatch           |
| 263702 - | 2008 HA18                | 26 aprile 2008   | Spacewatch           |
| 263703 - | 2008 HX18                | 26 aprile 2008   | Mount Lemmon Survey  |
| 263704 - | 2008 HZ25                | 27 aprile 2008   | Spacewatch           |
| 263705 - | 2008 HL26                | 27 aprile 2008   | Mount Lemmon Survey  |
| 263706 - | 2008 HC29                | 28 aprile 2008   | Spacewatch           |
| 263707 - | 2008 HV30                | 29 aprile 2008   | Mount Lemmon Survey  |
| 263708 - | 2008 HD32                | 29 aprile 2008   | Mount Lemmon Survey  |
| 263709 - | 2008 HX33                | 27 aprile 2008   | Spacewatch           |
| 263710 - | 2008 HZ33                | 27 aprile 2008   | Spacewatch           |
| 263711 - | 2008 HQ34                | 27 aprile 2008   | Spacewatch           |
| 263712 - | 2008 HC36                | 29 aprile 2008   | Mount Lemmon Survey  |
| 263713 - | 2008 HK36                | 30 aprile 2008   | Mount Lemmon Survey  |
| 263714 - | 2008 HR37                | 30 aprile 2008   | OAM                  |
| 263715 - | 2008 HB41                | 26 aprile 2008   | Mount Lemmon Survey  |
| 263716 - | 2008 HW41                | 26 aprile 2008   | Mount Lemmon Survey  |
| 263717 - | 2008 HY41                | 26 aprile 2008   | Mount Lemmon Survey  |
| 263718 - | 2008 HE44                | 27 aprile 2008   | Mount Lemmon Survey  |
| 263719 - | 2008 HA46                | 28 aprile 2008   | Spacewatch           |
| 263720 - | 2008 HS47                | 28 aprile 2008   | Spacewatch           |
| 263721 - | 2008 HO49                | 29 aprile 2008   | Mount Lemmon Survey  |
| 263722 - | 2008 HH50                | 29 aprile 2008   | Spacewatch           |
| 263723 - | 2008 HP50                | 29 aprile 2008   | Spacewatch           |
| 263724 - | 2008 HS50                | 29 aprile 2008   | Spacewatch           |
| 263725 - | 2008 HN51                | 15 ottobre 1999  | LINEAR               |
| 263726 - | 2008 HR51                | 29 aprile 2008   | Spacewatch           |
| 263727 - | 2008 HZ52                | 29 aprile 2008   | Mount Lemmon Survey  |
| 263728 - | 2008 HA54                | 29 aprile 2008   | Spacewatch           |
| 263729 - | 2008 HT54                | 29 aprile 2008   | Spacewatch           |
| 263730 - | 2008 HQ56                | 30 aprile 2008   | Spacewatch           |
| 263731 - | 2008 HT59                | 30 aprile 2008   | Mount Lemmon Survey  |
| 263732 - | 2008 HL60                | 28 aprile 2008   | Mount Lemmon Survey  |
| 263733 - | 2008 HR66                | 28 aprile 2008   | CSS                  |
| 263734 - | 2008 HD69                | 27 aprile 2008   | Mount Lemmon Survey  |
| 263735 - | 2008 JQ3                 | 1 maggio 2008    | Spacewatch           |
| 263736 - | 2008 JT3                 | 1 maggio 2008    | Spacewatch           |
| 263737 - | 2008 JJ4                 | 1 maggio 2008    | Spacewatch           |
| 263738 - | 2008 JO5                 | 3 maggio 2008    | Mount Lemmon Survey  |
| 263739 - | 2008 JO9                 | 3 maggio 2008    | Spacewatch           |
| 263740 - | 2008 JW14                | 6 maggio 2008    | Kugel, F.            |
| 263741 - | 2008 JY14                | 6 maggio 2008    | Kugel, F.            |
| 263742 - | 2008 JF18                | 4 maggio 2008    | Spacewatch           |
| 263743 - | 2008 JE20                | 8 maggio 2008    | Hobart, J.           |
| 263744 - | 2008 JX21                | 5 maggio 2008    | Mount Lemmon Survey  |
| 263745 - | 2008 JG22                | 6 maggio 2008    | Siding Spring Survey |
| 263746 - | 2008 JE23                | 7 maggio 2008    | Spacewatch           |
| 263747 - | 2008 JS25                | 8 maggio 2008    | Spacewatch           |
| 263748 - | 2008 JB26                | 11 maggio 2008   | CSS                  |
| 263749 - | 2008 JF26                | 8 maggio 2008    | LINEAR               |
| 263750 - | 2008 JQ28                | 8 maggio 2008    | Spacewatch           |
| 263751 - | 2008 JT28                | 8 maggio 2008    | Spacewatch           |
| 263752 - | 2008 JS30                | 11 maggio 2008   | Spacewatch           |
| 263753 - | 2008 JM34                | 15 maggio 2008   | Spacewatch           |
| 263754 - | 2008 JS34                | 15 maggio 2008   | Spacewatch           |
| 263755 - | 2008 JC39                | 3 maggio 2008    | Spacewatch           |
| 263756 - | 2008 JQ39                | 14 maggio 2008   | Mount Lemmon Survey  |
| 263757 - | 2008 KD                  | 26 maggio 2008   | Hobart, J.           |
| 263758 - | 2008 KE5                 | 27 maggio 2008   | Spacewatch           |
| 263759 - | 2008 KT6                 | 26 maggio 2008   | Mount Lemmon Survey  |
| 263760 - | 2008 KF9                 | 27 maggio 2008   | Spacewatch           |
| 263761 - | 2008 KT9                 | 27 maggio 2008   | Spacewatch           |
| 263762 - | 2008 KH11                | 29 maggio 2008   | Mount Lemmon Survey  |
| 263763 - | 2008 KV11                | 28 maggio 2008   | Calvin College       |
| 263764 - | 2008 KE12                | 26 maggio 2008   | Mount Lemmon Survey  |
| 263765 - | 2008 KQ14                | 27 maggio 2008   | Spacewatch           |
| 263766 - | 2008 KZ15                | 27 maggio 2008   | Spacewatch           |
| 263767 - | 2008 KP16                | 27 maggio 2008   | Spacewatch           |
| 263768 - | 2008 KR16                | 27 maggio 2008   | Spacewatch           |
| 263769 - | 2008 KN25                | 29 maggio 2008   | Mount Lemmon Survey  |
| 263770 - | 2008 KP28                | 31 maggio 2008   | Mount Lemmon Survey  |
| 263771 - | 2008 KY28                | 27 maggio 2008   | Mount Lemmon Survey  |
| 263772 - | 2008 KE34                | 30 maggio 2008   | Mount Lemmon Survey  |
| 263773 - | 2008 KW36                | 29 maggio 2008   | Spacewatch           |
| 263774 - | 2008 KS37                | 30 maggio 2008   | Spacewatch           |
| 263775 - | 2008 KK40                | 29 maggio 2008   | Tozzi, F.            |
| 263776 - | 2008 LZ                  | 1 giugno 2008    | Spacewatch           |
| 263777 - | 2008 LN2                 | 1 giugno 2008    | Spacewatch           |
| 263778 - | 2008 LP2                 | 1 giugno 2008    | Spacewatch           |
| 263779 - | 2008 LB3                 | 1 giugno 2008    | Mount Lemmon Survey  |
| 263780 - | 2008 LN4                 | 3 giugno 2008    | Spacewatch           |
| 263781 - | 2008 LT5                 | 3 giugno 2008    | Mount Lemmon Survey  |
| 263782 - | 2008 LH6                 | 3 giugno 2008    | Spacewatch           |
| 263783 - | 2008 LE9                 | 3 giugno 2008    | Spacewatch           |
| 263784 - | 2008 LS10                | 6 giugno 2008    | Spacewatch           |
| 263785 - | 2008 LB11                | 6 giugno 2008    | Spacewatch           |
| 263786 - | 2008 LS13                | 7 giugno 2008    | Spacewatch           |
| 263787 - | 2008 LJ16                | 11 giugno 2008   | Spacewatch           |
| 263788 - | 2008 MG4                 | 30 giugno 2008   | Spacewatch           |
| 263789 - | 2008 MA5                 | 27 giugno 2008   | Cerro Burek          |
| 263790 - | 2008 PG22                | 10 agosto 2008   | Crni Vrh             |
| 263791 - | 2008 QY3                 | 23 agosto 2008   | LINEAR               |
| 263792 - | 2008 QX5                 | 25 agosto 2008   | OAM                  |
| 263793 - | 2008 QE37                | 21 agosto 2008   | Spacewatch           |
| 263794 - | 2008 QQ37                | 21 agosto 2008   | Spacewatch           |
| 263795 - | 2008 QP41                | 21 agosto 2008   | Spacewatch           |
| 263796 - | 2008 QP42                | 24 agosto 2008   | Spacewatch           |
| 263797 - | 2008 RK2                 | 2 settembre 2008 | Spacewatch           |
| 263798 - | 2008 RE5                 | 2 settembre 2008 | Spacewatch           |
| 263799 - | 2008 RA10                | 3 settembre 2008 | Spacewatch           |
| 263800 - | 2008 RQ16                | 4 settembre 2008 | Spacewatch           |

## 263801-263900
| Nome               | Designazione provvisoria | Data di scoperta  | Scopritore               |
| ------------------ | ------------------------ | ----------------- | ------------------------ |
| 263801 -           | 2008 RU16                | 4 settembre 2008  | Spacewatch               |
| 263802 -           | 2008 RG19                | 4 settembre 2008  | Spacewatch               |
| 263803 -           | 2008 RK27                | 8 settembre 2008  | Kugel, F.                |
| 263804 -           | 2008 RD31                | 2 settembre 2008  | Spacewatch               |
| 263805 -           | 2008 RP31                | 2 settembre 2008  | Spacewatch               |
| 263806 -           | 2008 RW37                | 25 aprile 2003    | Spacewatch               |
| 263807 -           | 2008 RJ45                | 2 settembre 2008  | Spacewatch               |
| 263808 -           | 2008 RQ54                | 3 settembre 2008  | Spacewatch               |
| 263809 -           | 2008 RU55                | 3 settembre 2008  | Spacewatch               |
| 263810 -           | 2008 RD56                | 3 settembre 2008  | Spacewatch               |
| 263811 -           | 2008 RV99                | 2 settembre 2008  | Spacewatch               |
| 263812 -           | 2008 RW121               | 3 settembre 2008  | Spacewatch               |
| 263813 -           | 2008 RD122               | 3 settembre 2008  | Spacewatch               |
| 263814 -           | 2008 RS122               | 4 settembre 2008  | Spacewatch               |
| 263815 -           | 2008 RH125               | 7 settembre 2008  | Mount Lemmon Survey      |
| 263816 -           | 2008 RV125               | 9 settembre 2008  | Mount Lemmon Survey      |
| 263817 -           | 2008 RJ126               | 2 settembre 2008  | Spacewatch               |
| 263818 -           | 2008 RX126               | 5 settembre 2008  | Spacewatch               |
| 263819 -           | 2008 RR128               | 10 settembre 2008 | Spacewatch               |
| 263820 -           | 2008 RF140               | 8 settembre 2008  | Bickel, W.               |
| 263821 -           | 2008 SX41                | 20 settembre 2008 | Mount Lemmon Survey      |
| 263822 -           | 2008 SO49                | 20 settembre 2008 | Mount Lemmon Survey      |
| 263823 -           | 2008 SD78                | 23 settembre 2008 | Mount Lemmon Survey      |
| 263824 -           | 2008 SP155               | 23 settembre 2008 | LINEAR                   |
| 263825 -           | 2008 SM172               | 22 settembre 2008 | Mount Lemmon Survey      |
| 263826 -           | 2008 SA180               | 24 settembre 2008 | Spacewatch               |
| 263827 -           | 2008 SR190               | 25 settembre 2008 | Mount Lemmon Survey      |
| 263828 -           | 2008 SG191               | 25 settembre 2008 | Mount Lemmon Survey      |
| 263829 -           | 2008 SL222               | 25 settembre 2008 | Mount Lemmon Survey      |
| 263830 -           | 2008 SK227               | 28 settembre 2008 | Mount Lemmon Survey      |
| 263831 -           | 2008 SR254               | 22 settembre 2008 | CSS                      |
| 263832 -           | 2008 SU279               | 24 settembre 2008 | Mount Lemmon Survey      |
| 263833 -           | 2008 TJ53                | 2 ottobre 2008    | Mount Lemmon Survey      |
| 263834 -           | 2008 TS54                | 2 ottobre 2008    | Spacewatch               |
| 263835 -           | 2008 TA62                | 2 ottobre 2008    | CSS                      |
| 263836 -           | 2008 TU100               | 6 ottobre 2008    | Spacewatch               |
| 263837 -           | 2008 TJ130               | 8 ottobre 2008    | Mount Lemmon Survey      |
| 263838 -           | 2008 US21                | 19 ottobre 2008   | Spacewatch               |
| 263839 -           | 2008 WM2                 | 20 novembre 2008  | CSS                      |
| 263840 -           | 2008 WG61                | 24 novembre 2008  | Spacewatch               |
| 263841 -           | 2008 XM30                | 1 dicembre 2008   | Spacewatch               |
| 263842 -           | 2008 YS158               | 30 dicembre 2008  | Mount Lemmon Survey      |
| 263843 -           | 2008 YT160               | 31 dicembre 2008  | Spacewatch               |
| 263844 Johnfarrell | 2009 BV7                 | 21 gennaio 2009   | Hobart, J.               |
| 263845 -           | 2009 BM10                | 21 gennaio 2009   | LINEAR                   |
| 263846 -           | 2009 BP13                | 25 gennaio 2009   | LINEAR                   |
| 263847 -           | 2009 BS30                | 16 gennaio 2009   | Spacewatch               |
| 263848 -           | 2009 BF44                | 16 gennaio 2009   | Spacewatch               |
| 263849 -           | 2009 BL83                | 31 gennaio 2009   | Pauwels, T., Elst, E. W. |
| 263850 -           | 2009 BO84                | 25 gennaio 2009   | Spacewatch               |
| 263851 -           | 2009 BT112               | 31 gennaio 2009   | Mount Lemmon Survey      |
| 263852 -           | 2009 BV121               | 31 gennaio 2009   | Spacewatch               |
| 263853 -           | 2009 BC124               | 31 gennaio 2009   | Spacewatch               |
| 263854 -           | 2009 BP126               | 29 gennaio 2009   | Spacewatch               |
| 263855 -           | 2009 BS145               | 30 gennaio 2009   | Spacewatch               |
| 263856 -           | 2009 BX146               | 30 gennaio 2009   | Mount Lemmon Survey      |
| 263857 -           | 2009 BF149               | 31 gennaio 2009   | Spacewatch               |
| 263858 -           | 2009 BJ171               | 17 gennaio 2009   | Spacewatch               |
| 263859 -           | 2009 BX178               | 30 gennaio 2009   | Mount Lemmon Survey      |
| 263860 -           | 2009 CD11                | 1 febbraio 2009   | Mount Lemmon Survey      |
| 263861 -           | 2009 CN30                | 1 febbraio 2009   | Spacewatch               |
| 263862 -           | 2009 DQ2                 | 17 febbraio 2009  | Kugel, F.                |
| 263863 -           | 2009 DV3                 | 18 febbraio 2009  | LINEAR                   |
| 263864 -           | 2009 DD16                | 17 febbraio 2009  | OAM                      |
| 263865 -           | 2009 DY23                | 20 febbraio 2009  | CSS                      |
| 263866 -           | 2009 DF33                | 20 febbraio 2009  | Spacewatch               |
| 263867 -           | 2009 DN33                | 20 febbraio 2009  | Spacewatch               |
| 263868 -           | 2009 DN40                | 16 febbraio 2009  | CSS                      |
| 263869 -           | 2009 DY41                | 19 febbraio 2009  | OAM                      |
| 263870 -           | 2009 DE45                | 21 febbraio 2009  | LINEAR                   |
| 263871 -           | 2009 DP47                | 28 febbraio 2009  | LINEAR                   |
| 263872 -           | 2009 DA50                | 19 febbraio 2009  | Spacewatch               |
| 263873 -           | 2009 DT75                | 21 febbraio 2009  | Mount Lemmon Survey      |
| 263874 -           | 2009 DQ96                | 24 febbraio 2009  | Spacewatch               |
| 263875 -           | 2009 DD105               | 26 febbraio 2009  | Spacewatch               |
| 263876 -           | 2009 DB125               | 19 febbraio 2009  | Spacewatch               |
| 263877 -           | 2009 DO125               | 19 febbraio 2009  | Spacewatch               |
| 263878 -           | 2009 DX138               | 22 febbraio 2009  | Siding Spring Survey     |
| 263879 -           | 2009 DG139               | 27 febbraio 2009  | Spacewatch               |
| 263880 -           | 2009 EW5                 | 1 marzo 2009      | Spacewatch               |
| 263881 -           | 2009 ES10                | 1 marzo 2009      | Spacewatch               |
| 263882 -           | 2009 EW20                | 15 marzo 2009     | Spacewatch               |
| 263883 -           | 2009 EJ23                | 8 marzo 2009      | Mount Lemmon Survey      |
| 263884 -           | 2009 EC26                | 8 marzo 2009      | Mount Lemmon Survey      |
| 263885 -           | 2009 EZ26                | 15 marzo 2009     | Spacewatch               |
| 263886 -           | 2009 EU27                | 2 marzo 2009      | Spacewatch               |
| 263887 -           | 2009 FU                  | 16 marzo 2009     | OAM                      |
| 263888 -           | 2009 FT1                 | 17 marzo 2009     | OAM                      |
| 263889 -           | 2009 FB3                 | 17 marzo 2009     | Lowe, A.                 |
| 263890 -           | 2009 FX13                | 16 marzo 2009     | Kugel, F.                |
| 263891 -           | 2009 FY13                | 17 marzo 2009     | Kugel, F.                |
| 263892 -           | 2009 FZ13                | 17 marzo 2009     | Kugel, F.                |
| 263893 -           | 2009 FD14                | 18 marzo 2009     | OAM                      |
| 263894 -           | 2009 FF17                | 16 marzo 2009     | OAM                      |
| 263895 -           | 2009 FK18                | 19 marzo 2009     | OAM                      |
| 263896 -           | 2009 FU18                | 20 marzo 2009     | OAM                      |
| 263897 -           | 2009 FO19                | 21 marzo 2009     | Kugel, F.                |
| 263898 -           | 2009 FM21                | 19 marzo 2009     | LINEAR                   |
| 263899 -           | 2009 FR22                | 19 marzo 2009     | Spacewatch               |
| 263900 -           | 2009 FY23                | 16 marzo 2009     | OAM                      |

## 263901-264000
| Nome                | Designazione provvisoria | Data di scoperta | Scopritore                  |
| ------------------- | ------------------------ | ---------------- | --------------------------- |
| 263901 -            | 2009 FF25                | 23 marzo 2009    | OAM                         |
| 263902 -            | 2009 FS34                | 24 marzo 2009    | Mount Lemmon Survey         |
| 263903 -            | 2009 FQ35                | 22 marzo 2009    | Mount Lemmon Survey         |
| 263904 -            | 2009 FA37                | 23 marzo 2009    | PMO NEO Survey Program      |
| 263905 -            | 2009 FC38                | 25 marzo 2009    | Mount Lemmon Survey         |
| 263906 Yuanfengfang | 2009 FS44                | 21 marzo 2009    | Jin, Z.-W., Lin, C.-S.      |
| 263907 -            | 2009 FP46                | 27 marzo 2009    | Spacewatch                  |
| 263908 -            | 2009 FV46                | 27 marzo 2009    | Spacewatch                  |
| 263909 -            | 2009 FC48                | 30 marzo 2009    | Teamo, N.                   |
| 263910 -            | 2009 FZ51                | 28 marzo 2009    | Mount Lemmon Survey         |
| 263911 -            | 2009 FS61                | 17 marzo 2009    | Spacewatch                  |
| 263912 -            | 2009 FA64                | 29 marzo 2009    | Spacewatch                  |
| 263913 -            | 2009 FL64                | 31 marzo 2009    | Mount Lemmon Survey         |
| 263914 -            | 2009 FZ65                | 19 marzo 2009    | Spacewatch                  |
| 263915 -            | 2009 FU66                | 24 marzo 2009    | Spacewatch                  |
| 263916 -            | 2009 FW67                | 24 marzo 2009    | Spacewatch                  |
| 263917 -            | 2009 FL69                | 17 marzo 2009    | Spacewatch                  |
| 263918 -            | 2009 FV69                | 18 marzo 2009    | Spacewatch                  |
| 263919 -            | 2009 FL72                | 18 marzo 2009    | CSS                         |
| 263920 -            | 2009 FH75                | 18 marzo 2009    | Spacewatch                  |
| 263921 -            | 2009 GN3                 | 15 aprile 2009   | LINEAR                      |
| 263922 -            | 2009 HQ                  | 16 aprile 2009   | CSS                         |
| 263923 -            | 2009 HR1                 | 17 aprile 2009   | CSS                         |
| 263924 -            | 2009 HT5                 | 17 aprile 2009   | Spacewatch                  |
| 263925 -            | 2009 HW18                | 19 aprile 2009   | Spacewatch                  |
| 263926 -            | 2009 HE20                | 17 aprile 2009   | CSS                         |
| 263927 -            | 2009 HD28                | 18 aprile 2009   | Spacewatch                  |
| 263928 -            | 2009 HP36                | 20 aprile 2009   | OAM                         |
| 263929 -            | 2009 HK37                | 17 aprile 2009   | CSS                         |
| 263930 -            | 2009 HA42                | 20 aprile 2009   | Spacewatch                  |
| 263931 -            | 2009 HO42                | 20 aprile 2009   | Spacewatch                  |
| 263932 Speyer       | 2009 HY44                | 22 aprile 2009   | Schwab, E.                  |
| 263933 -            | 2009 HM45                | 21 aprile 2009   | OAM                         |
| 263934 -            | 2009 HF48                | 19 aprile 2009   | Spacewatch                  |
| 263935 -            | 2009 HG53                | 19 aprile 2009   | Mount Lemmon Survey         |
| 263936 -            | 2009 HW53                | 20 aprile 2009   | Spacewatch                  |
| 263937 -            | 2009 HP54                | 20 aprile 2009   | Spacewatch                  |
| 263938 -            | 2009 HR54                | 20 aprile 2009   | Spacewatch                  |
| 263939 -            | 2009 HR57                | 23 aprile 2009   | Kocher, P.                  |
| 263940 Malyshkina   | 2009 HN58                | 20 aprile 2009   | Kryachko, T. V.             |
| 263941 -            | 2009 HK65                | 23 aprile 2009   | Spacewatch                  |
| 263942 -            | 2009 HZ69                | 22 aprile 2009   | Mount Lemmon Survey         |
| 263943 -            | 2009 HY74                | 27 aprile 2009   | Mount Lemmon Survey         |
| 263944 -            | 2009 HD80                | 28 aprile 2009   | CSS                         |
| 263945 -            | 2009 HK80                | 28 aprile 2009   | CSS                         |
| 263946 -            | 2009 HZ86                | 30 aprile 2009   | Mount Lemmon Survey         |
| 263947 -            | 2009 HL88                | 24 aprile 2009   | OAM                         |
| 263948 -            | 2009 HV88                | 23 aprile 2009   | OAM                         |
| 263949 -            | 2009 HQ89                | 30 aprile 2009   | OAM                         |
| 263950 -            | 2009 HB94                | 28 aprile 2009   | Cerro Burek                 |
| 263951 -            | 2009 HJ94                | 27 aprile 2009   | Cernis, K., Zdanavicius, J. |
| 263952 -            | 2009 HA102               | 19 aprile 2009   | Spacewatch                  |
| 263953 -            | 2009 HB102               | 19 aprile 2009   | Spacewatch                  |
| 263954 -            | 2009 HD102               | 20 aprile 2009   | Spacewatch                  |
| 263955 -            | 2009 HO102               | 23 aprile 2009   | Spacewatch                  |
| 263956 -            | 2009 HG103               | 18 aprile 2009   | Spacewatch                  |
| 263957 -            | 2009 HK103               | 18 aprile 2009   | Mount Lemmon Survey         |
| 263958 -            | 2009 HU104               | 19 aprile 2009   | Spacewatch                  |
| 263959 -            | 2009 JJ                  | 2 maggio 2009    | OAM                         |
| 263960 -            | 2009 JO                  | 3 maggio 2009    | OAM                         |
| 263961 -            | 2009 JR1                 | 2 maggio 2009    | PMO NEO Survey Program      |
| 263962 -            | 2009 JA4                 | 13 maggio 2009   | Spacewatch                  |
| 263963 -            | 2009 JL4                 | 1 maggio 2009    | Cerro Burek                 |
| 263964 -            | 2009 JU6                 | 13 maggio 2009   | Mount Lemmon Survey         |
| 263965 -            | 2009 JP7                 | 13 maggio 2009   | Spacewatch                  |
| 263966 -            | 2009 JK8                 | 13 maggio 2009   | Spacewatch                  |
| 263967 -            | 2009 JU8                 | 13 maggio 2009   | Spacewatch                  |
| 263968 -            | 2009 JF12                | 15 maggio 2009   | Spacewatch                  |
| 263969 -            | 2009 JD13                | 2 maggio 2009    | OAM                         |
| 263970 -            | 2009 JQ17                | 1 maggio 2009    | Mount Lemmon Survey         |
| 263971 -            | 2009 KB1                 | 17 maggio 2009   | Kugel, F.                   |
| 263972 -            | 2009 KC1                 | 17 maggio 2009   | Kugel, F.                   |
| 263973 -            | 2009 KL1                 | 18 maggio 2009   | OAM                         |
| 263974 -            | 2009 KG2                 | 19 maggio 2009   | OAM                         |
| 263975 -            | 2009 KY2                 | 24 maggio 2009   | Tozzi, F.                   |
| 263976 -            | 2009 KD5                 | 26 maggio 2009   | OAM                         |
| 263977 -            | 2009 KH7                 | 26 maggio 2009   | OAM                         |
| 263978 -            | 2009 KY7                 | 18 maggio 2009   | OAM                         |
| 263979 -            | 2009 KE8                 | 28 maggio 2009   | OAM                         |
| 263980 -            | 2009 KV10                | 25 maggio 2009   | Spacewatch                  |
| 263981 -            | 2009 KX16                | 26 maggio 2009   | Spacewatch                  |
| 263982 -            | 2009 KR17                | 26 maggio 2009   | Spacewatch                  |
| 263983 -            | 2009 KD22                | 17 maggio 2009   | Mount Lemmon Survey         |
| 263984 -            | 2009 KP22                | 16 maggio 2009   | Mount Lemmon Survey         |
| 263985 -            | 2009 KX22                | 26 maggio 2009   | CSS                         |
| 263986 -            | 2009 KO25                | 28 maggio 2009   | Mount Lemmon Survey         |
| 263987 -            | 2009 KR28                | 30 maggio 2009   | Mount Lemmon Survey         |
| 263988 -            | 2009 LJ1                 | 12 giugno 2009   | Spacewatch                  |
| 263989 -            | 2009 LP1                 | 12 giugno 2009   | Bickel, W.                  |
| 263990 -            | 2009 LX4                 | 14 giugno 2009   | Spacewatch                  |
| 263991 -            | 2009 MZ                  | 21 giugno 2009   | Tozzi, F.                   |
| 263992 -            | 2009 ME5                 | 21 giugno 2009   | Spacewatch                  |
| 263993 -            | 2009 MT8                 | 27 giugno 2009   | OAM                         |
| 263994 -            | 2009 MJ9                 | 23 giugno 2009   | Mount Lemmon Survey         |
| 263995 -            | 2009 MV9                 | 23 giugno 2009   | Mount Lemmon Survey         |
| 263996 -            | 2009 NW                  | 15 luglio 2009   | OAM                         |
| 263997 -            | 2009 OK2                 | 18 luglio 2009   | OAM                         |
| 263998 -            | 2009 OZ3                 | 17 luglio 2009   | OAM                         |
| 263999 -            | 2009 OL4                 | 19 luglio 2009   | OAM                         |
| 264000 -            | 2009 OB6                 | 19 luglio 2009   | OAM                         |